# Skoky do vody na mistrovství Evropy v plaveckých sportech 1947
Závody v skocích do vody na mistrovství Evropy v plaveckých sportech za rok 1947 proběhly v Monte Carlu, Monako ve dnech 10. až 14. září 1947.

## Československá stopa
Československo reprezentoval Václav Kácl (*1912) z pražského klubu ČPK. V disciplíně skoku z 3 m prkna obsadil 6. místo z 14 závodníků a v disciplíně skoku z 10 m věže obsadil 10. místo z 12 závodníků.

## Výsledky
| Muži              | Zlato                      | Zlato  | Stříbro                  | Stříbro | Bronz                              | Bronz  |
| ----------------- | -------------------------- | ------ | ------------------------ | ------- | ---------------------------------- | ------ |
| Skoky z 3 m prkna | Roger Heinkelé (FRA)       | 126,71 | Svante Johansson (SWE)   | 118,58  | László Hidvégi (HUN)               | 114,50 |
| Skoky z 10 m věže | Thomas Christiansen (DEN)  | 105,55 | Lennart Brunnhage (SWE)  | 95,85   | Louis Marchant (GBR)               | 95,32  |
| Ženy              | Zlato                      | Zlato  | Stříbro                  | Stříbro | Bronz                              | Bronz  |
| Skoky z 3 m prkna | Madeleine Moreauová (FRA)  | 100,43 | Alma Staudingerová (AUT) | 90,67   | Jeannette Aubertová-Pinciová (FRA) | 88,78  |
| Skoky z 10 m věže | Nicole Péllissardová (FRA) | 60,03  | Irén Zságotová (HUN)     | 59,86   | Alma Staudingerová (AUT)           | 59,02  |

## Medailová bilance
Ve skocích do vody se rozdělily celkem 4 sady medailí.
| Pořadí | Stát                     |       | Muži    | Muži  | Muži  |         | Ženy  | Ženy  | Ženy    |       | Muži + Ženy | Muži + Ženy | Muži + Ženy | Celkem |
| Pořadí | Stát                     | Zlato | Stříbro | Bronz | Zlato | Stříbro | Bronz | Zlato | Stříbro | Bronz |             |             |             | Celkem |
| ------ | ------------------------ | ----- | ------- | ----- | ----- | ------- | ----- | ----- | ------- | ----- | ----------- | ----------- | ----------- | ------ |
| 1.     | Francie (FRA)            |       | 1       | 0     | 0     |         | 2     | 0     | 1       |       | 3           | 0           | 1           | 4      |
| 2.     | Dánsko (DEN)             |       | 1       | 0     | 0     |         | 0     | 0     | 0       |       | 1           | 0           | 0           | 1      |
| 3.     | Švédsko (SWE)            |       | 0       | 2     | 0     |         | 0     | 0     | 0       |       | 0           | 2           | 0           | 2      |
| 4.     | Maďarská republika (HUN) |       | 0       | 0     | 1     |         | 0     | 1     | 0       |       | 0           | 1           | 1           | 2      |
| 5.     | Rakousko (AUT)           |       | 0       | 0     | 0     |         | 0     | 1     | 1       |       | 0           | 1           | 1           | 2      |
| 6.     | Spojené království (GBR) |       | 0       | 0     | 1     |         | 0     | 0     | 0       |       | 0           | 0           | 1           | 1      |
| Celkem | Celkem                   |       | 2       | 2     | 2     |         | 2     | 2     | 2       |       | 4           | 4           | 4           | 12     |